# Desmophlebiaceae
Desmophlebiaceae é uma famíoia monotípica de pteridófitos da subordem Aspleniineae da ordem Polypodiales cujo único género é Desmophlebium. Na classificação de 2016 do Pteridophyte Phylogeny Group (o sistema PPG I) é uma família monotípica, mas outras fontes colocam-na numa categoria mais alargada designada por Aspleniaceae s. l..

## Taxonomia e filogenia
A família e o género foram erigidos em 2016, na sequência de um estudo de filogenia molecular. Foi demonstrado que a espécie anteriormente conhecida como Diplazium lechleri era o táxon irmão de um clado formado pelas famílias Hemidictyaceae e Aspleniaceae, consideravelmente afastada das Athyriaceae onde tinha sido anteriormente classificada. Por conseguinte, foram criados um novo género e uma nova família e Diplazium lechleri foi transferido para Desmophlebium lechleri. Outra espécie foi acrescentada ao género com base na sua morfologia.
O nome genérico refere-se à nervura espessada distintiva que corre no interior do bordo da pina submarginal da fronde, ligando as extremidades de outras nervuras. Os autores derivaram o nome do grego δεσμός, desmos, significando 'banda', combinado com φλεβός, phlebos, significando 'veia'. (Phlebos é o genitivo de φλέψ, phleps, 'veia'.)
Na classificação do Pteridophyte Phylogeny Group de 2016 (PPG I), a família Desmophlebiaceae é um membro da subclasse Polypodiidae (os fetos leptosporangiados), ordem Polypodiales, subordem Aspleniineae - um grupo conhecido informalmente como eupolipódios II. Um cladograma de consenso que mostra uma hipótese para a sua relação com outras famílias da subordem é o seguinte:
|  | Desmophlebiaceae                                                |
|  |                                                                 |
|  | \| \| Hemidictyaceae \| \| \| \| \| \| Aspleniaceae \| \| \| \| |
|  |                                                                 |
|  | Hemidictyaceae                                                  |
|  |                                                                 |
|  | Aspleniaceae                                                    |
|  |                                                                 |

|  | Hemidictyaceae |
|  |                |
|  | Aspleniaceae   |
|  |                |

|  | Desmophlebiaceae                                                |
|  |                                                                 |
|  | \| \| Hemidictyaceae \| \| \| \| \| \| Aspleniaceae \| \| \| \| |
|  |                                                                 |
|  | Hemidictyaceae                                                  |
|  |                                                                 |
|  | Aspleniaceae                                                    |
|  |                                                                 |

|  | Hemidictyaceae |
|  |                |
|  | Aspleniaceae   |
|  |                |

|  | Desmophlebiaceae                                                |
|  |                                                                 |
|  | \| \| Hemidictyaceae \| \| \| \| \| \| Aspleniaceae \| \| \| \| |
|  |                                                                 |
|  | Hemidictyaceae                                                  |
|  |                                                                 |
|  | Aspleniaceae                                                    |
|  |                                                                 |

|  | Hemidictyaceae |
|  |                |
|  | Aspleniaceae   |
|  |                |

|  | Desmophlebiaceae                                                |
|  |                                                                 |
|  | \| \| Hemidictyaceae \| \| \| \| \| \| Aspleniaceae \| \| \| \| |
|  |                                                                 |
|  | Hemidictyaceae                                                  |
|  |                                                                 |
|  | Aspleniaceae                                                    |
|  |                                                                 |

|  | Hemidictyaceae |
|  |                |
|  | Aspleniaceae   |
|  |                |

|  | \| \| Onocleaceae \| \| \| \| \| \| Blechnaceae \| \| \| \| |
|  |                                                             |
|  | Athyriaceae                                                 |
|  |                                                             |
|  | Onocleaceae                                                 |
|  |                                                             |
|  | Blechnaceae                                                 |
|  |                                                             |

|  | Onocleaceae |
|  |             |
|  | Blechnaceae |
|  |             |

|  | \| \| Onocleaceae \| \| \| \| \| \| Blechnaceae \| \| \| \| |
|  |                                                             |
|  | Athyriaceae                                                 |
|  |                                                             |
|  | Onocleaceae                                                 |
|  |                                                             |
|  | Blechnaceae                                                 |
|  |                                                             |

|  | Onocleaceae |
|  |             |
|  | Blechnaceae |
|  |             |

|  | \| \| Onocleaceae \| \| \| \| \| \| Blechnaceae \| \| \| \| |
|  |                                                             |
|  | Athyriaceae                                                 |
|  |                                                             |
|  | Onocleaceae                                                 |
|  |                                                             |
|  | Blechnaceae                                                 |
|  |                                                             |

|  | Onocleaceae |
|  |             |
|  | Blechnaceae |
|  |             |

|  | \| \| Onocleaceae \| \| \| \| \| \| Blechnaceae \| \| \| \| |
|  |                                                             |
|  | Athyriaceae                                                 |
|  |                                                             |
|  | Onocleaceae                                                 |
|  |                                                             |
|  | Blechnaceae                                                 |
|  |                                                             |

|  | Onocleaceae |
|  |             |
|  | Blechnaceae |
|  |             |

|  | Desmophlebiaceae                                                |
|  |                                                                 |
|  | \| \| Hemidictyaceae \| \| \| \| \| \| Aspleniaceae \| \| \| \| |
|  |                                                                 |
|  | Hemidictyaceae                                                  |
|  |                                                                 |
|  | Aspleniaceae                                                    |
|  |                                                                 |

|  | Hemidictyaceae |
|  |                |
|  | Aspleniaceae   |
|  |                |

|  | Desmophlebiaceae                                                |
|  |                                                                 |
|  | \| \| Hemidictyaceae \| \| \| \| \| \| Aspleniaceae \| \| \| \| |
|  |                                                                 |
|  | Hemidictyaceae                                                  |
|  |                                                                 |
|  | Aspleniaceae                                                    |
|  |                                                                 |

|  | Hemidictyaceae |
|  |                |
|  | Aspleniaceae   |
|  |                |

|  | Desmophlebiaceae                                                |
|  |                                                                 |
|  | \| \| Hemidictyaceae \| \| \| \| \| \| Aspleniaceae \| \| \| \| |
|  |                                                                 |
|  | Hemidictyaceae                                                  |
|  |                                                                 |
|  | Aspleniaceae                                                    |
|  |                                                                 |

|  | Hemidictyaceae |
|  |                |
|  | Aspleniaceae   |
|  |                |

|  | Desmophlebiaceae                                                |
|  |                                                                 |
|  | \| \| Hemidictyaceae \| \| \| \| \| \| Aspleniaceae \| \| \| \| |
|  |                                                                 |
|  | Hemidictyaceae                                                  |
|  |                                                                 |
|  | Aspleniaceae                                                    |
|  |                                                                 |

|  | Hemidictyaceae |
|  |                |
|  | Aspleniaceae   |
|  |                |

|  | \| \| Onocleaceae \| \| \| \| \| \| Blechnaceae \| \| \| \| |
|  |                                                             |
|  | Athyriaceae                                                 |
|  |                                                             |
|  | Onocleaceae                                                 |
|  |                                                             |
|  | Blechnaceae                                                 |
|  |                                                             |

|  | Onocleaceae |
|  |             |
|  | Blechnaceae |
|  |             |

|  | \| \| Onocleaceae \| \| \| \| \| \| Blechnaceae \| \| \| \| |
|  |                                                             |
|  | Athyriaceae                                                 |
|  |                                                             |
|  | Onocleaceae                                                 |
|  |                                                             |
|  | Blechnaceae                                                 |
|  |                                                             |

|  | Onocleaceae |
|  |             |
|  | Blechnaceae |
|  |             |

|  | \| \| Onocleaceae \| \| \| \| \| \| Blechnaceae \| \| \| \| |
|  |                                                             |
|  | Athyriaceae                                                 |
|  |                                                             |
|  | Onocleaceae                                                 |
|  |                                                             |
|  | Blechnaceae                                                 |
|  |                                                             |

|  | Onocleaceae |
|  |             |
|  | Blechnaceae |
|  |             |

|  | \| \| Onocleaceae \| \| \| \| \| \| Blechnaceae \| \| \| \| |
|  |                                                             |
|  | Athyriaceae                                                 |
|  |                                                             |
|  | Onocleaceae                                                 |
|  |                                                             |
|  | Blechnaceae                                                 |
|  |                                                             |

|  | Onocleaceae |
|  |             |
|  | Blechnaceae |
|  |             |

|  | Desmophlebiaceae                                                |
|  |                                                                 |
|  | \| \| Hemidictyaceae \| \| \| \| \| \| Aspleniaceae \| \| \| \| |
|  |                                                                 |
|  | Hemidictyaceae                                                  |
|  |                                                                 |
|  | Aspleniaceae                                                    |
|  |                                                                 |

|  | Hemidictyaceae |
|  |                |
|  | Aspleniaceae   |
|  |                |

|  | Desmophlebiaceae                                                |
|  |                                                                 |
|  | \| \| Hemidictyaceae \| \| \| \| \| \| Aspleniaceae \| \| \| \| |
|  |                                                                 |
|  | Hemidictyaceae                                                  |
|  |                                                                 |
|  | Aspleniaceae                                                    |
|  |                                                                 |

|  | Hemidictyaceae |
|  |                |
|  | Aspleniaceae   |
|  |                |

|  | Desmophlebiaceae                                                |
|  |                                                                 |
|  | \| \| Hemidictyaceae \| \| \| \| \| \| Aspleniaceae \| \| \| \| |
|  |                                                                 |
|  | Hemidictyaceae                                                  |
|  |                                                                 |
|  | Aspleniaceae                                                    |
|  |                                                                 |

|  | Hemidictyaceae |
|  |                |
|  | Aspleniaceae   |
|  |                |

|  | Desmophlebiaceae                                                |
|  |                                                                 |
|  | \| \| Hemidictyaceae \| \| \| \| \| \| Aspleniaceae \| \| \| \| |
|  |                                                                 |
|  | Hemidictyaceae                                                  |
|  |                                                                 |
|  | Aspleniaceae                                                    |
|  |                                                                 |

|  | Hemidictyaceae |
|  |                |
|  | Aspleniaceae   |
|  |                |

|  | \| \| Onocleaceae \| \| \| \| \| \| Blechnaceae \| \| \| \| |
|  |                                                             |
|  | Athyriaceae                                                 |
|  |                                                             |
|  | Onocleaceae                                                 |
|  |                                                             |
|  | Blechnaceae                                                 |
|  |                                                             |

|  | Onocleaceae |
|  |             |
|  | Blechnaceae |
|  |             |

|  | \| \| Onocleaceae \| \| \| \| \| \| Blechnaceae \| \| \| \| |
|  |                                                             |
|  | Athyriaceae                                                 |
|  |                                                             |
|  | Onocleaceae                                                 |
|  |                                                             |
|  | Blechnaceae                                                 |
|  |                                                             |

|  | Onocleaceae |
|  |             |
|  | Blechnaceae |
|  |             |

|  | \| \| Onocleaceae \| \| \| \| \| \| Blechnaceae \| \| \| \| |
|  |                                                             |
|  | Athyriaceae                                                 |
|  |                                                             |
|  | Onocleaceae                                                 |
|  |                                                             |
|  | Blechnaceae                                                 |
|  |                                                             |

|  | Onocleaceae |
|  |             |
|  | Blechnaceae |
|  |             |

|  | \| \| Onocleaceae \| \| \| \| \| \| Blechnaceae \| \| \| \| |
|  |                                                             |
|  | Athyriaceae                                                 |
|  |                                                             |
|  | Onocleaceae                                                 |
|  |                                                             |
|  | Blechnaceae                                                 |
|  |                                                             |

|  | Onocleaceae |
|  |             |
|  | Blechnaceae |
|  |             |

|  | Desmophlebiaceae                                                |
|  |                                                                 |
|  | \| \| Hemidictyaceae \| \| \| \| \| \| Aspleniaceae \| \| \| \| |
|  |                                                                 |
|  | Hemidictyaceae                                                  |
|  |                                                                 |
|  | Aspleniaceae                                                    |
|  |                                                                 |

|  | Hemidictyaceae |
|  |                |
|  | Aspleniaceae   |
|  |                |

|  | Desmophlebiaceae                                                |
|  |                                                                 |
|  | \| \| Hemidictyaceae \| \| \| \| \| \| Aspleniaceae \| \| \| \| |
|  |                                                                 |
|  | Hemidictyaceae                                                  |
|  |                                                                 |
|  | Aspleniaceae                                                    |
|  |                                                                 |

|  | Hemidictyaceae |
|  |                |
|  | Aspleniaceae   |
|  |                |

|  | Desmophlebiaceae                                                |
|  |                                                                 |
|  | \| \| Hemidictyaceae \| \| \| \| \| \| Aspleniaceae \| \| \| \| |
|  |                                                                 |
|  | Hemidictyaceae                                                  |
|  |                                                                 |
|  | Aspleniaceae                                                    |
|  |                                                                 |

|  | Hemidictyaceae |
|  |                |
|  | Aspleniaceae   |
|  |                |

|  | Desmophlebiaceae                                                |
|  |                                                                 |
|  | \| \| Hemidictyaceae \| \| \| \| \| \| Aspleniaceae \| \| \| \| |
|  |                                                                 |
|  | Hemidictyaceae                                                  |
|  |                                                                 |
|  | Aspleniaceae                                                    |
|  |                                                                 |

|  | Hemidictyaceae |
|  |                |
|  | Aspleniaceae   |
|  |                |

|  | \| \| Onocleaceae \| \| \| \| \| \| Blechnaceae \| \| \| \| |
|  |                                                             |
|  | Athyriaceae                                                 |
|  |                                                             |
|  | Onocleaceae                                                 |
|  |                                                             |
|  | Blechnaceae                                                 |
|  |                                                             |

|  | Onocleaceae |
|  |             |
|  | Blechnaceae |
|  |             |

|  | \| \| Onocleaceae \| \| \| \| \| \| Blechnaceae \| \| \| \| |
|  |                                                             |
|  | Athyriaceae                                                 |
|  |                                                             |
|  | Onocleaceae                                                 |
|  |                                                             |
|  | Blechnaceae                                                 |
|  |                                                             |

|  | Onocleaceae |
|  |             |
|  | Blechnaceae |
|  |             |

|  | \| \| Onocleaceae \| \| \| \| \| \| Blechnaceae \| \| \| \| |
|  |                                                             |
|  | Athyriaceae                                                 |
|  |                                                             |
|  | Onocleaceae                                                 |
|  |                                                             |
|  | Blechnaceae                                                 |
|  |                                                             |

|  | Onocleaceae |
|  |             |
|  | Blechnaceae |
|  |             |

|  | \| \| Onocleaceae \| \| \| \| \| \| Blechnaceae \| \| \| \| |
|  |                                                             |
|  | Athyriaceae                                                 |
|  |                                                             |
|  | Onocleaceae                                                 |
|  |                                                             |
|  | Blechnaceae                                                 |
|  |                                                             |

|  | Onocleaceae |
|  |             |
|  | Blechnaceae |
|  |             |

### Espécies
A base de dados taxonómicos Plants of the World Online lista como validamente descritas as seguintes espécies:
- Desmophlebium lechleri (Mett.) Mynssen, A.Vasco, Sylvestre, R.C.Moran & Rouhan
- Desmophlebium longisorum (Baker) Mynssen, A.Vasco, Sylvestre, R.C.Moran & Rouhan